# ツルハグループドラッグ&ファーマシー西日本
株式会社ツルハグループドラッグ&ファーマシー西日本（ツルハグループドラッグアンドファーマシーにしにほん、TSURUHA GROUP DRUG & PHARMACY NISHINIHON INC.）は、広島県広島市西区に本社を置くドラッグストアチェーン。ツルハホールディングスの完全子会社。
広島県を中心とした中国地方に展開するドラッグストア「Wants（ウォンツ）」と調剤薬局「ウォンツ薬局」（旧・ハーティウォンツ担当）、山陰地方を中心に展開するドラッグストア「ドラッグストアウェルネス」と調剤薬局「ウェルネス薬局」（旧・ウェルネス湖北担当）、九州地方に展開するドラッグストア「ツルハドラッグ」（旧・ハーティウォンツ担当）を運営する。
本項目では、前身企業の一つである株式会社ハーティウォンツについても述べる。

## 概要
ツルハグループドラッグ&ファーマシー西日本は、2015年8月16日にツルハホールディングスの中国地方のグループ組織再編により、株式会社ハーティウォンツを存続会社として、株式会社ウェルネス湖北を吸収合併させた上で法人名を株式会社ツルハグループドラッグ＆ファーマシー西日本と改称した。
前身企業2社の運営していたドラッグストアと調剤薬局の屋号はそのまま引き継がれた。その後、「ウォンツ」および「ドラッグストアウェルネス」が重複していた島根県では、浜田市・益田市・吉賀町の店舗は「ウォンツ」に、その他の店舗は「ドラッグストアウェルネス」に屋号の統一が行われた後、2020年6月16日に浜田市・益田市の旧ウォンツ店舗は「ドラッグストアウェルネス」に変更され、同年11月16日に吉賀町の旧ウォンツ店舗も「ドラッグストアウェルネス」に変更された。また、2018年2月16日に九州地方の旧ウォンツ店舗は「ツルハドラッグ」に変更された。また、岡山県に出店していた全ての店舗は、同じツルハグループの愛媛県に本社があるレデイ薬局の店舗になっている。

### ハーティウォンツ時代
1958年に前身となる道下薬局を広島県で開業したのが始まり。主に広島県を中心に中国地方でドラッグストア・調剤薬局を展開した。1995年に法人として株式会社ハーティウォンツが設立された。
2001年に十社会に加盟するが、2003年にジップ・ホールディングス（後のジップドラッグ、法人としてはココカラファインヘルスケア）と共に共同出資でプライベートブランド開発を目的とした株式会社ジップウォンツを設立して十社会を脱退。
2013年にツルハホールディングスがハーティウォンツ株を56%取得し子会社化された。ツルハHD傘下になるまではボランタリー・チェーンのオールジャパンドラッグに加盟しており、グレートアンドグランドのプライベートブランドを取り扱っていた。ツルハ傘下になって以降は、オールジャパンドラッグから脱退しハピコムに加盟することになり、「ハピコム」のほか「M's one（エムズワン）」、「トップバリュ」などのプライベートブランドを扱うようになった。
ハーティウォンツ時代から使われている屋号の「Wants」とは「欲しい物がある」という意味に加えて、お客様との暖かい交流、心と心の触れ合いも求めている店という意味合いを持たせている。

## 沿革
- 1958年 - 前身の道下薬局を広島市翠町に創業。
- 1978年 - Wants1号店である光町店開店。
- 1995年4月 - 株式会社ハーティウオンツ設立。
- 2001年 - 任意団体十社会の設立に加わる。
- 2003年2月 - 株式会社ジップ・ホールディングス（後の株式会社ジップドラッグ、現在の株式会社ココカラファインヘルスケア）との共同出資により、プライベートブランド商品の開発を目的として株式会社ジップウォンツを設立。十社会を脱退。
- 2013年12月 - ツルハホールディングスが同社株式の56%を取得して子会社化[5]。店名は変更せず「Wants」ブランドを維持する方針である[6]。
- 2014年9月 - イオンタウン黒崎店開店により、九州地区に進出。
- 2015年8月16日 - ウェルネス湖北を吸収合併。会社名を「ツルハグループ ドラッグ＆ファーマシー西日本」に変更[7]。店舗名は「ウォンツ」および「ドラッグストアウェルネス」を継続[8]。
- 2016年1月25日 - 本社移転[9]。
- 2018年2月16日 - 九州地区の「ウォンツ」を「ツルハドラッグ」に変更。
- 2019年2月19日 - 広島県広島市でドラッグスストアを運営する株式会社広島中央薬局の全株式を取得し子会社化[10]。
- 2020年5月1日 - 株式会社江頭エーザイより同社が福岡県に展開していたドラッグストア1店舗を譲り受ける[11]。
- 2020年6月16日 - 島根県浜田市・益田市の「ウォンツ」を「ドラッグストアウェルネス」に変更。
- 2020年11月16日 - 島根県吉賀町の「ウォンツ」を「ドラッグストアウェルネス」に変更。
- 2022年7月7日 - 佐賀県に初出店[12]。

## 店舗
最新の店舗は店舗・チラシ検索にて検索可能

### ウォンツ
ドラッグストア「Wants」、調剤薬局「ウォンツ薬局」は旧ハーティウォンツから引き継いだ屋号。2023年時点では広島県と山口県に出店。
ポイントカードは「ウォンツポイントカード」。ツルハグループ各店で使用ができる。

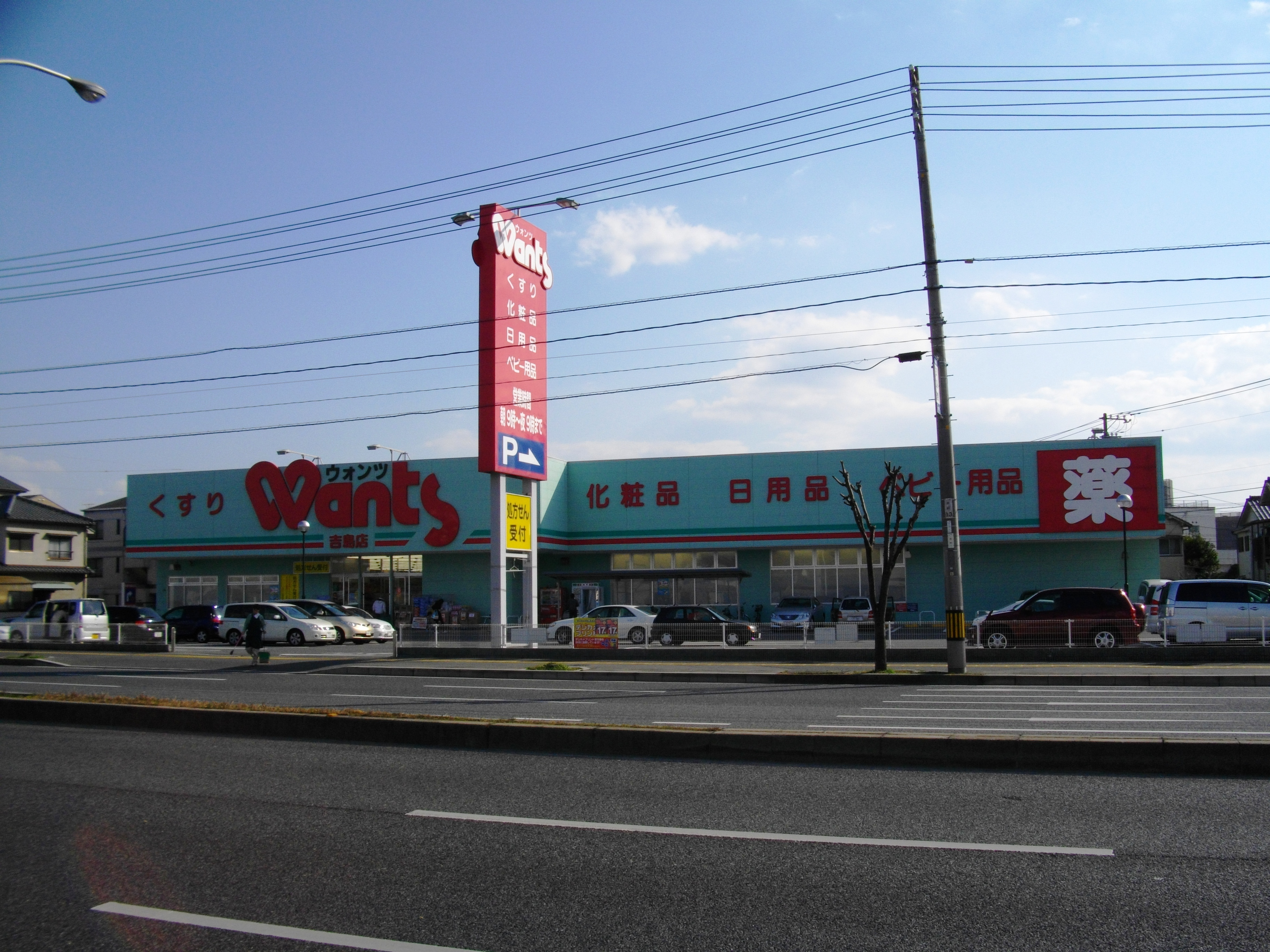
吉島店（広島市中区）
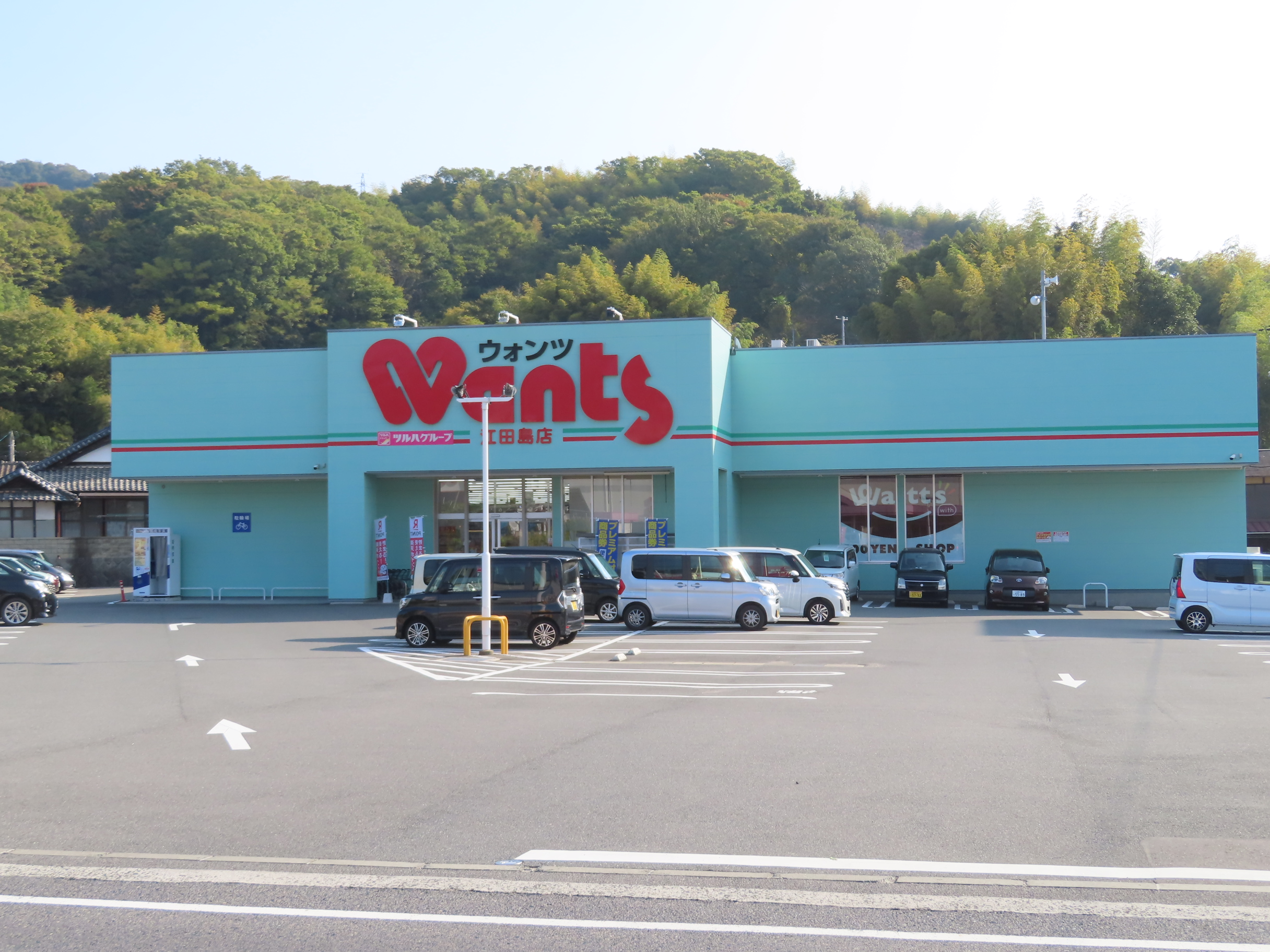
江田島店（広島県江田島市）
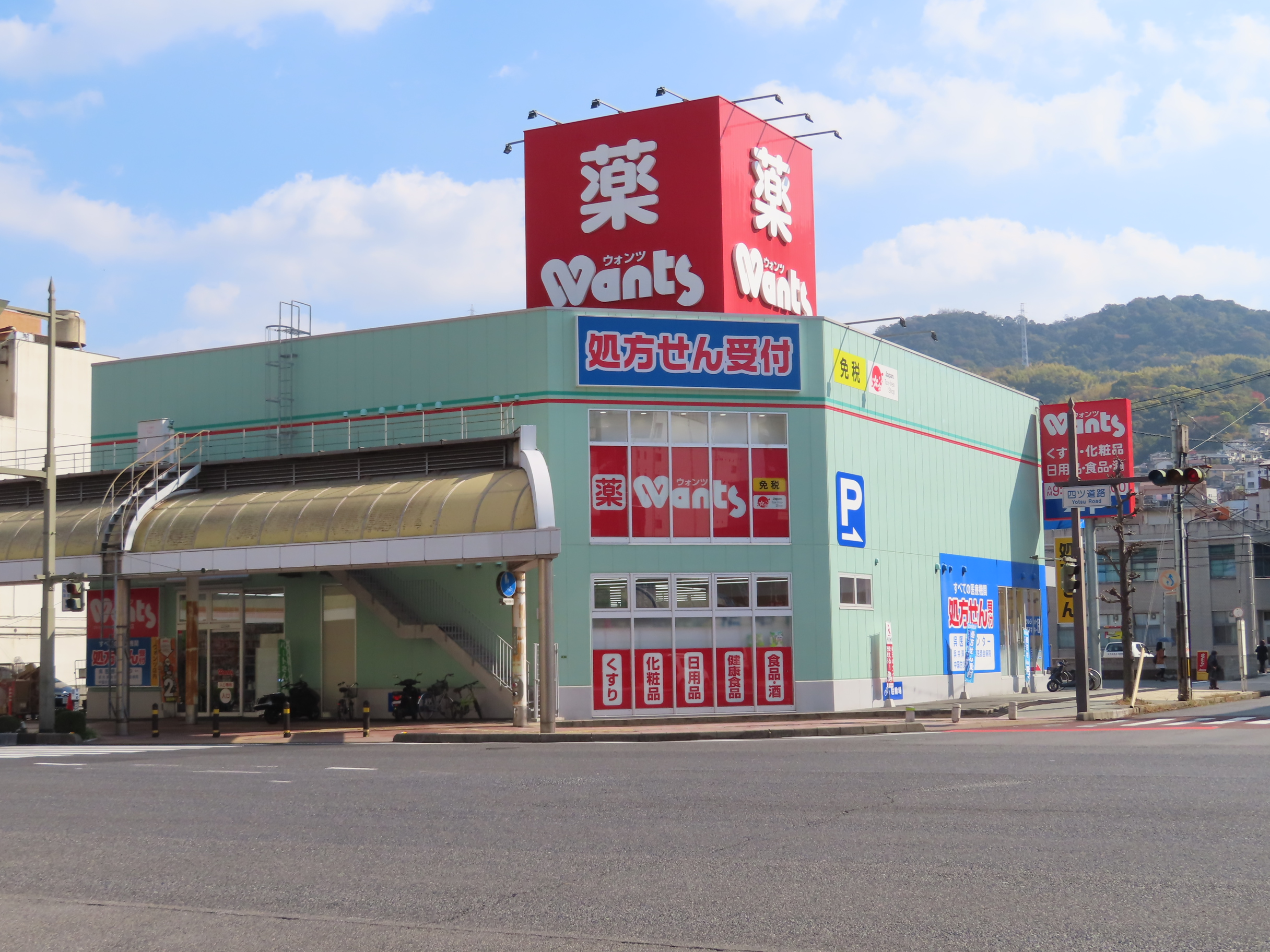
呉四ツ道路店（広島県呉市）

### ドラッグストアウェルネス
ドラッグストア「ドラッグストアウェルネス」、調剤薬局「ウェルネス薬局」は旧ウェルネス湖北から引き継いだ屋号。2023年時点では鳥取県と島根県に出店。

ポイントカードは「ウェルネスポイントカード」。ツルハグループ各店で使用ができる。

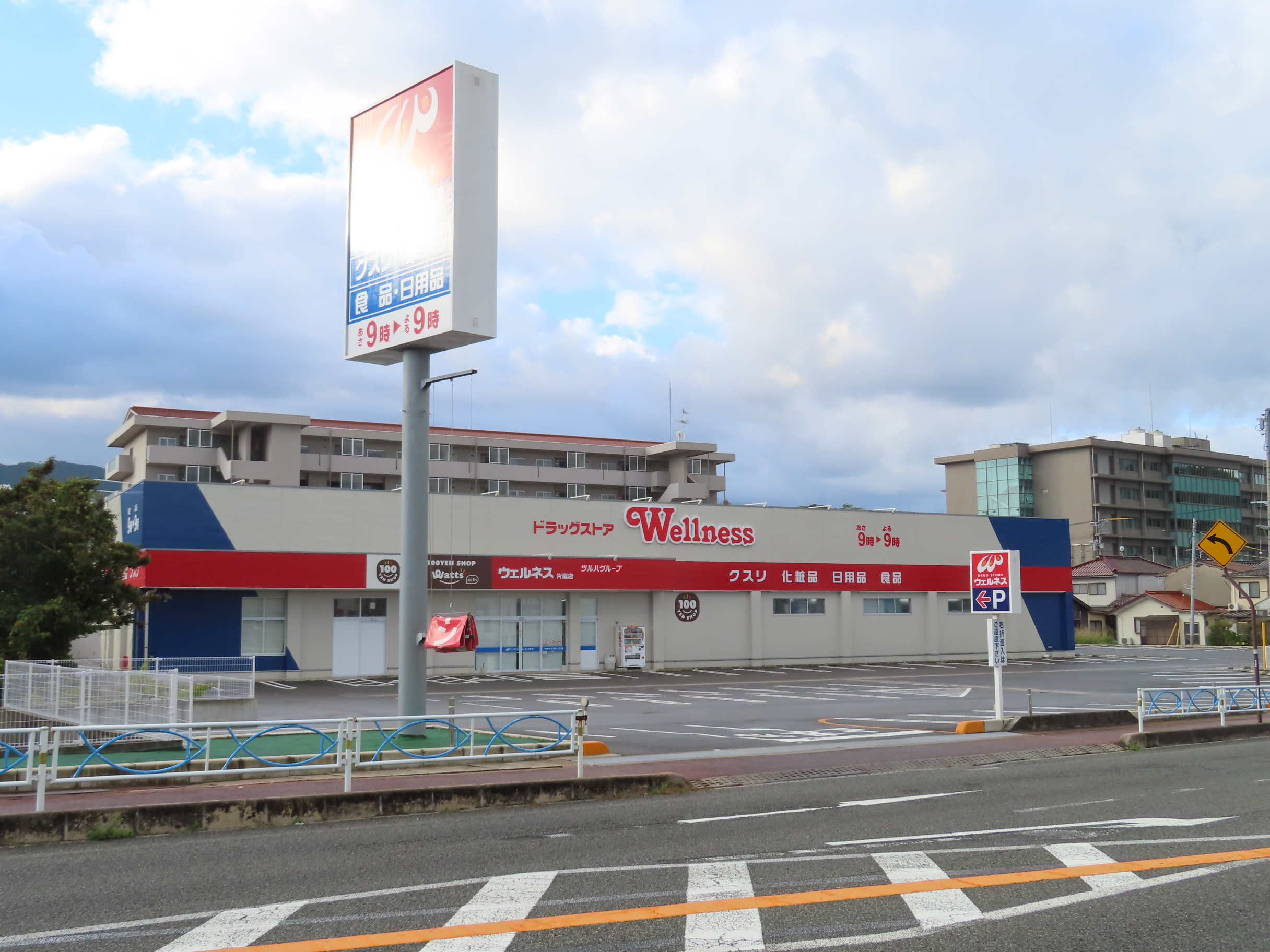
片庭店（島根県浜田市）

### ツルハドラッグ
ドラッグストア「ツルハドラッグ」は2018年2月16日に九州地方の旧ウォンツ店舗から変更した屋号。TGNとしては2023年時点で福岡県と佐賀県に出店。
ポイントカードは「ツルハポイントカード」。ツルハグループ各店で使用ができる。